# Saison cyclonique 2013 dans l'océan Pacifique nord-est
La saison cyclonique 2013 dans l'océan Pacifique nord-est est la saison des cyclones tropicaux dans le nord-est de cet océan et qui devait officiellement démarrer le 1er juin 2013. Cependant, la première tempête tropicale nommée Alvin s'est manifestée dès le 15 mai. La saison officiellement se termine le 30 novembre 2013. 

## Noms des tempêtes de 2013
| TT | Alvin   |
| 1  | Barbara |
| 1  | Cosme   |
| 1  | Dalila  |

| 1  | Erick     |
| TT | Flossie   |
| 1  | Gil       |
| 2  | Henriette |

| TT | Ivo      |
| TT | Juliette |
| TT | Kiko     |
| TT | Lorena   |

| 1  | Manuel    |
| TT | Narda     |
| TT | Octave    |
| TT | Priscilla |

| 3    | Raymond |
| Inc. | Sonia   |
| Inc. | Tico    |
| Inc. | Velma   |

| Inc. | Wallis |
| Inc. | Xima   |
| Inc. | York   |
| Inc. | Zelda  |

| TT | Alvin   |
| 1  | Barbara |
| 1  | Cosme   |
| 1  | Dalila  |

| 1  | Erick     |
| TT | Flossie   |
| 1  | Gil       |
| 2  | Henriette |

| TT | Ivo      |
| TT | Juliette |
| TT | Kiko     |
| TT | Lorena   |

| 1  | Manuel    |
| TT | Narda     |
| TT | Octave    |
| TT | Priscilla |

| 3    | Raymond |
| Inc. | Sonia   |
| Inc. | Tico    |
| Inc. | Velma   |

| Inc. | Wallis |
| Inc. | Xima   |
| Inc. | York   |
| Inc. | Zelda  |

## Cyclones tropicaux

### Tempête tropicaleAlvin
Une faible zone de basse pression sous un creux de mousson de la zone de convergence intertropicale (ZCIT) s'est formé au large de la côte ouest du Costa Rica. En se déplaçant vers l'ouest, elles s'est intensifiée et a développé une large circulation cyclonique tard le 14 mai. Les météorologues du National Hurricane Center ont ensuite estimé un potentiel modéré de développement vers le stade de cyclone tropical à 15 h UTC le 15 mai et émis des mises en garde lancées pour la dépression tropicale Un-E alors située à 1 045 km au sud-sud-ouest d'Acapulco, au Mexique.
La perturbation s'organisera ensuite rapidement et a été nommé tempête tropicale Alvin environ six heures plus tard. Elle devait s'intensifier vers la limite supérieure de la catégorie 1 des ouragans selon les premières estimations. Cependant, la tempête tropicale n'a jamais atteint ce niveau et a culminé en intensité à 9 h UTC le 16 mai, avec des vents soutenus maximaux de 85 km/h et une pression barométrique minimale de 1 003 hPa.
Par la suite, Alvin s'est retrouvé à la proximité de la ZCIT avec laquelle elle a interagi pour devenir moins organisée et son centre de surface est devenu difficile à localiser. Selon le NHC, Alvin a dégénéré ensuite en un creux barométrique ouvert vers 9 h UTC le 17 mai. Bien que des orages modérés à forts orages se sont brièvement reformés au centre des restes de la tempête, elle s'est rapidement dissipée après le 20 mai. Les restes d'Alvin ont été surveillés par le NHC jusqu'au 24 mai alors qu'ils quittaient sa zone de responsabilité et passait dans celle du Central Pacific Hurricane Center (CPHC).

### OuraganBarbara
Une zone de basse pression serpentait à travers le golfe de Tehuantepec à la fin mai. Le système est devenu la dépression tropicale Deux à 21 h UTC le 28 mai, alors qu'il se trouvait à environ 265 km au sud-sud-ouest de Salina Cruz au Mexique. La dépression s'est renforcé et a été reclassé tempête tropicale Barbara à 0 h UTC le lendemain. Après un approfondissement elle est devenue un ouragan tard le 29 mai.
Le 30 mai à 9 h UTC, le système est redevenu une tempête tropicale située à environ 60 km au sud-est de Coatzacoalcos, au Mexique, soit à environ 115 km à l'ouest de Villahermosa, après avoir touché la côte. Les vents maximums soutenus étaient de 55 km/h et des rafales plus fortes. La pression centrale minimale était de 1 000 hPa et le système se déplaçait vers le nord à 13 km/h.
Avant de se dissiper, Barbara aura fait 3 morts : une femme de 44 ans tuée par la chute d'un arbre, un homme de 26 ans noyé en essayant de traverser une rivière et un autre de 61 ans emporté par la houle.

### OuraganCosme
Le National Hurricane Center a commencé à surveiller une zone de basse pression sous un creux de mousson le 20 juin. À cause de ces conditions défavorables limitait l'organisation du système au départ, mais une diminution du cisaillement des vents a permis un développement régulier par la suite. À partir du 22 juin, la cyclonisation est devenue plus important au cours des 24 heures suivantes, et tôt le 23 juin, le NHC a déterminé que le système répondait aux critères d'une cyclones tropicaux et l'a déclaré dépression tropicale Trois-E. L'augmentation de l'activité orageuse notée par le satellite météorologique à diffusomètre avancé le lendemain matin a incité le NHC pour rehausser le système au niveau de tempête tropicale et l'a nommé Cosme. Un noyau interne de convection a commencé à se développer tard le 24 juin et Cosme est passé au seuil d'ouragan de catégorie 1 à 15 h UTC. Le 26 juin, Cosme a été rétrogradé à tempêtre tropicale en entrant dans des eaux plus froides de l'océan Pacifique bien au large des côtes du Mexique.
En raison de la grande taille de la tempête tropicale, les météorologues au Servicio Meteorológico Nacional mexicain ont évalué un risque « modéré » pour une grande partie de la côte sud du Mexique. Une alerte « verte » (faible risque) a été émis pour les États de Colima, Jalisco et Michoacán, et une alerte « bleu » (risque minimal) pour les états de Nayarit, Guerrero et Baja California. En passant par les îles Revillagigedo, des vents de 68 km/h ont été signalés sur l'île Socorro.
La bande de précipitations externe de Cosme a provoqué des pluies modérées à Guerrero, provoquant des inondations mineures à Acapulco. À travers l'état, la tempête a généré 24 glissements de terrain qui ont bloqué les routes. En outre, de fortes vagues ont inondé de nombreux bâtiments. Deux personnes ont été tuées dans cet État, l'un étant un touriste qui s'est noyé dans Zihuatanejo et l'autre un policier dans un accident d'avion. Il y a eu également 19 blessés.
Plus au nord, à Colima, la mer agitée a inondé les villes côtières. De nombreux restaurants construits en bois et noix de coco ont été endommagés. À Manzanillo, certaines structures et de nombreux arbres ont été abattus en raison de vents forts, tandis que le port a été fermé aux petites embarcations. En outre, une plage a subi des dommages graves. Tout au long de l'État, 34 établissements touristiques ont subi des dommages en raison de fortes vagues et une autre personne a été tué au large. Encore plus au nord, le port de Mazatlán a été fermé aux petites embarcations.

### OuraganDalila
Au cours de l'après-midi du 26 juin, le National Hurricane Center a commencé à surveiller une zone nouvellement formée de temps perturbé situé à plusieurs centaines de milles au sud d'Acapulco au Mexique. À l'époque, les vents au niveau supérieur de la troposphère n'étaient pas propices pour son développement. Comme le cisaillement s'est lentement abaissé, la consolidation progressive du système s'est produit et le NHC a évalué que la perturbation avec une chance moyenne de formation en cyclone tropical au cours des 48 heures suivantes.
Le 27 juin, la zone couverte par les nuages convectifs a diminué en couverture et en intensité du lendemain, Cependant, un sursaut de l'activité orageuse le matin suivant a conduit à la formation de la dépression tropicale Quatre-E à 3 h UTC le 30 juin à 605 km au sud-sud-est de Manzanillo (Mexique). Bien que le système ne soit pas devienu mieux organisé, un déplacement du centre du système sous celle-ci a incité le NHC à rehausser Quatre-E au niveau de tempête tropicale nommée Dalila plusieurs heures plus tard. Les bandes de précipitations orageuses se sont mieux organisée dans la soirée et un œil au niveau moyen dans le système a été observée sur l'imagerie satellitaire en micro-onde. L'œil est devenu visible à la fois en micro-ondes et dans le domaine visible le 2 juillet, incitant le NHC pour rehausser Dalila à ouragan de catégorie 1.
Au cours des heures avant l'aube du 3 juillet, Dalila a commencé à devenir moins bien organisé à cause de l'augmentation cisaillement des vents d'est et de l'entraînement d'air sec dans le système. Une reformation du cœur s'est produite tôt le lendemain matin, mais tard le 3 juillet, Dalila s'est affaibli rapidement. Le couvert nuageux central a commencé à se briser et l'estimation par satellite de son intensité a incité le NHC à le déclasser à 21 h UTC au niveau de tempête tropicale. Le centre de surface s'est ensuite déplacés hors de l'activité convective et il est devenu visible tôt le 4 juillet. Quelques regains de convection ont permis à Dalila de demeurer une tempête tropicale jusqu'au 6 juillet, puis elle s'est rapidement dissipé.
Lorsque Dalila a menacé l'ouest du Mexique, les États de Colima, Michoacán et Jalisco ont été mis sous une alerte jaune, Nayarit a été placé en alerte verte et des alertes bleues ont été émises pour la Basse-Californie du Sud, Sinaloa, Guerrero et Oaxaca. Le port de Manzanillo a été fermé par mesure de précaution à cause de la pluie et de l'onde de tempête. La bande externe de précipitations de la tempête a également apporté de fortes pluies le long des côtes de Colima et Jalisco.

### OuraganErick
Une zone de temps perturbé s'est développé dans le golfe de Tehuantepec le 1er juillet. Se déplaçant vers l'ouest à l'ouest-nord-ouest, le NHC s'attendait à des conditions environnementales plus favorable au développement tropical au cours des jours suivants et une large zone de basse pression s'est formée en sous la perturbation le 2 juillet. Le National Hurricane Center a évalué que le système avec une haute probabilité de devenir un cyclone tropical au cours des 48 heures suivantes. L'activité orageuse s'est étendue sur le centre bien défini de la circulation tôt le 4 juillet, incitant le NHC à émettre des avis pour la dépression tropicale Cinq-E à 15 h UTC. En raison d'une augmentation des bandes de précipitations et du développement d'une masse de sommets des nuages très froids, la dépression a été rehaussée à tempête tropicale Erick à 3 h UTC le 5 juillet.
Des avertissements de tempête tropicale  ont alors été émis pour les régions à partir d'Acapulco jusqu'à La Fortuna au Mexique. Le port d'Acapulco a été fermé à la navigation et celui de Manzanillo a été fermé pour les petits bateaux et ceux de pêche. En outre, le port de Zihuatanejo a été fermé et les activités sportives ont été interdites. Dans la crainte de crues soudaines, les résidents le long des zones côtières d'Acapulco ont été invités à évacuer. Le gouvernement du Michoacán a ordonné la suspension de la navigation et fret pour petits bateaux. Les bandes extérieures de pluie de la tempête ont apporté des rafales de vent au large des côtes mexicaines. À Acapulco, la tempête a été responsable d'inondations mineures.

### Tempête tropicaleFlossie
Tôt le 21 juillet, le National Hurricane Center a commencé à surveiller une large zone de basse pression au sud-sud-ouest d'Acapulco au Mexique. Se dirigeant vers l'ouest-nord-ouest, il s'attendait à des conditions environnementales favorables à la formation de cyclones tropicaux. L'activité orageuse est devenu mieux défini le 22 juillet, mais l'organisation de la perturbation était encore lent.
Sous un environnement propice au développement, le système a finalement commencé à s'organiser le 24 juillet. Le NHC a évalué une forte chance de développement au cours des deux jours suivants et en utilisant la technique de Dvorak et en notant que l'activité orageuse au-dessus du centre tard ce jour-là s'est intensifiée de manière explosive, le NHC a déclaré que le système était devenu une dépression tropicale. La convection profonde a continué à se développer dans le centre du système et les données de diffusomètre avancé du satellite météorologique ont permis au NHC de noter que le système était assez organisé pour le classer en tempête tropical Flossie le 25 juillet. Le 26, Flossie a atteint son maximum et le NHC estima ses vents à 110 km/h.
Le 27 juillet, la tempête est passée dans la zone de responsabilité du Central Pacific Hurricane Center (CPHC) et se mit à faiblir en passant sur des eaux plus froides. Cependant, le 28 juillet, elle a eu un regain de vigueur temporaire. Tôt le 30 juillet, Flossie est redevenue un dépression tropicale just au sud de Maui dans les îles d'Hawaï puis est devenu un creux barométrique évasé. Le CPHC termina ensuite ses bulletins.
Flossie a été le premier cyclone tropical à toucher Hawaï en 20 ans et a surtout causé des pannes électriques affectant 9 000 résidences ainsi que des bris d'arbres par le vent. La plupart des pannes ont été signalées à Kihei, Maui et Puna. Par précaution, tous les parcs du comté de Maui avaient été fermés et les autorités avaient mis en place les mesures d'urgence à l'approche de la tempête. 

### OuraganGil
Dès le 29 juillet une large zone de basse pression s'est formée à environ 1 600 kilomètres de la pointe sud de la Basse-Californie. Les conditions environnementales ont sans doute favorisé le développement progressif de la perturbation mais d'après le National Hurricane Center, le risque que cette perturbation se transforme en ouragan n'était que de 40 %. Le 30 juillet à 9 h UTC, le National Hurricane Center a signalé qu'une dépression tropicale pourrait se former. Elle est apparue le même jour et s'est renforcée ensuite pour passer au stade de tempête tropicale. Le 31 juillet à 9 h UTC, le NHC a reclassé Gil comme un ouragan de catégorie 1. Le 4 août, Gil a été rétrogradé en dépression tropicale et elle est disparue le 7 août.
Toujours restée en mer, Gil a eu un impact minimal.

### OuraganHenriette
Une zone de temps perturbé s'est formé environ à 1 210 km au sud de la pointe sud de Baja California le 30 juillet. Se déplaçant généralement vers l'ouest, le développement de ce système n'a pas été initialement prévu en raison du fort cisaillement de vent à proximité de la dépression tropicale Sept-E. Tôt le 31 juillet, la pluviométrie et l'activité orageuse associée au système de basse pression ont diminué, mais en raison de l'affaiblissement inattendu de l'ouragan Gil à l'ouest du système, le cisaillement du vent a diminué et a permis à la convection de revenir une nouvelle fois. Après une série d'images satellites visibles le 3 août, le NHC a classé le système en dépression tropicale huit-E.
La dépression a été reclassée en tempête tropicale tôt le 4 août, puis en ouragan la nuit du 5 au 6 août. Le 9 août, Henriette est passée sous la responsabilité du Central Pacific Hurricane Center et au stade de tempête tropicale le matin. Le 11 août, le système est redescendu au niveau de dépression tropicale en matinée et est devenu post-tropical ensuite.
Henriette a passé toute sa vie en mer et n'a eu qu'un effet limité.

### Tempête tropicaleIvo
La dépression tropicale Neuf-E s'est formé le 22 août.  Le système a d'abord été une menace pour la péninsule de Baja California et une « alerte verte » a été émise pour l'île Socorro et Baja California. À 2100 h UTC le 23 août, un avertissement de tempête tropicale a été émis à partir de Punta Abreojos qu'à Loreto, incluant Cabo San Lucas. Une veille de tempête tropicale a été placée pour la Baja California à partir de Punta Abreojos jusqu'à Punta Eugenia et des veilles de crue ont été mises pour le sud de la Californie. Plusieurs routes ont été inondées dans ces régions et il est tombé 76 mm de pluie en moins d'une heure à Borrego Springs.
Les restes post-tropicaux d’Ivo ont persisté un certain temps au large de Baja California à partir du 25 août, poussant des fortes bandes de pluie sur le sud-ouest des États-Unis. 

### Tempête tropicaleJuliette
La tempête tropicale Juliette s'est formé le 28 août. Lors de sa formation, une veille pour tempête tropicale a été émis pour Sonora, dans la partie nord de la péninsule de la Basse Californie, Jalisco, Nayarit, et l'île de Socorro, tandis qu'une alerte a la tempête tropicale a été émis pour Baja California Sur et Colima.  Six refuges ont été ouverts pour San Jose del Cabo et Cabo San Lucas et ont été utilisés par 164 habitants.

### OuraganKiko
La Dépression tropicale Onze-E s'est formé le 31 août. Plus tard ce jour-là, elle s'est rapidement intensifiée pour devenir une tempête tropicale qu se nommera Kiko.

### Tempête tropicaleLorena
La dépression tropicale Twelve-E s'est formé le 5 septembre. En devenant un cyclone tropical, une «veille pour tempête tropicale» a été émis pour Colima et Nayarit. Une alerte a la tempête tropicale a été émis pour l'île de Socorro, Michoacan, Jalisco alors qu'une alerte pour tempête tropicale était en vigueur pour Baja California Sur et Sinaloa. Les classes ont été suspendues pour Los Cabos. Les ports de Mazatlan, La Paz, Cabo San Lucas, Los Barriles, et San José del Cabo ont été fermées à cause des hautes vagues. Lorena a apporté des pluies modérées sur la péninsule.

### OuraganManuel
La tempête tropicale Manuel s'est formé le 14 septembre, Manuel s'est regénéré le 17 septembre en étant une dépression tropicale puis en redevenant une tempête tropicale.

### Tempête tropicaleOctave
Le National Hurricane Center a commencé à surveiller une vaste zone désorganisé d'activité orageuse de plusieurs centaines de miles au sud de Puerto Angel, le 8 octobre. Parallèlement à la côte du Mexique, on s'attendait à des conditions environnementales qui devraient rester favorables pour le développement d'un cyclone tropical au cours des prochains jours, au lieu de cela, la convection a diminué en tôt le 10 octobre, conduisant à une diminution des chances de formation de cyclone tropical. Après être resté large et désorganisé pendant deux jours, des orages ont commencé à s'organiser autour d'un centre bien défini, Le 12 octobre, la perturbation a été classée comme dépression tropicale se nommant Quinze-E à 0300 UTC le lendemain.

### Tempête tropicalePriscilla
Tard le 12 octobre, le National Hurricane Center a commencé à surveiller une zone de perturbation météorologiques de plusieurs centaines de miles au sud - au sud-ouest de la pointe sud de Baja California. Elle devait avoir un développement lent en raison de sa proximité avec la dépression tropicale nouvellement formé, restant en activité presque stationnaire, la pluie et l'orage ont commencé à se renforcer le lendemain matin. En dépit du cisaillement du vent défavorable, le système a continué à mieux s'organiser. Initialement, le cisaillement du vent à proximité d'Octave s'est déplacé vers le nord étant prévu pour permettre l'intensification constante en une tempête tropicale modérée, dans quelques heures cependant, il est devenu de plus en plus évident qu'une atmosphère stable et continue de cisaillement du vent ne permettraient pas dans le cas échéant, le renforcement. Après avoir atteint des pointes de vent de 75 km/h. Bien que tiré par intermittence pour le lendemain, le système s'est finalement affaibli en dépression tropicale a 1800 UTC le 15 octobre.